# 帕杜拉
40°20′26″N 15°39′35″E / 40.340576°N 15.6598207°E
帕杜拉（義大利語：Padula），是意大利萨莱诺省的一个市镇。总面积66.44平方公里，人口5581人，人口密度84.0人/平方公里（2009年）。ISTAT代码为065087。